# Kesinga
Kesinga es una ciudad y  comité de área notificada situada en el distrito de Kalahandi en el estado de Odisha (India). Su población es de 19239 habitantes (2011). Se encuentra a 31 km de Bhawanipatna y a 302 km de Bhubaneswar.

## Demografía
Según el censo de 2011 la población de Kesinga era de 19239 habitantes, de los cuales 9844 eran hombres y 9395 eran mujeres. Kesinga tiene una tasa media de alfabetización del 77,12%, superior a la media estatal del 72,87%: la alfabetización masculina es del 85,01%, y la alfabetización femenina del 68,89%